# Usieciowanie

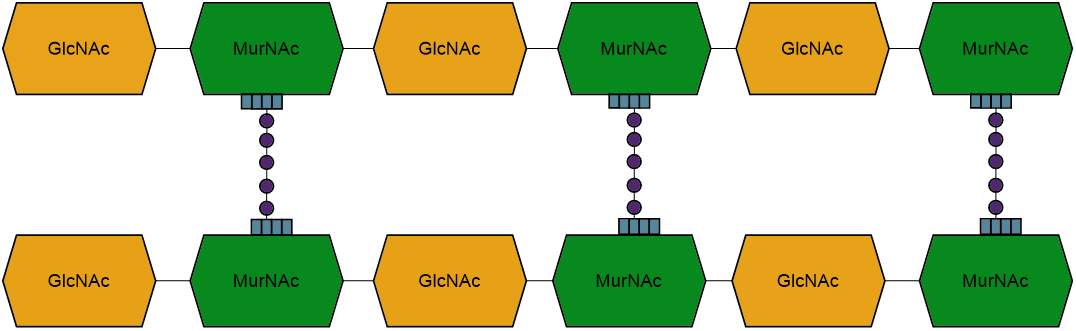
Uproszczony schemat peptydoglikanu przedstawiający mostki pentapeptydowe między cząsteczkami MurNAc

Usieciowanie – częstość pojawiania się wiązań pentapeptydowych pomiędzy resztami kwasu N-acetylomuraminowego peptydoglikanu w ścianie komórkowej bakterii.
Przez wolną grupę karboksylową reszty kwasu N-acetylomuraminowego, łańcuch wielocukrowy łączy się z pentapeptydem o składzie aminokwasów charakterystycznym dla gatunku bakterii. Przykładowo w pentapeptydzie zidentyfikowanym u E. coli występują L-alanina, kwas D-glutaminowy, DAP i dwie reszty D-alaniny. W 3 pozycji zawsze występuje aminokwas zasadowy lub DAP.
W peptydoglikanach zaliczanych do grupy A wiązanie poprzeczne powstaje pomiędzy wolną grupą aminową peptydu w pozycji 3 a grupą karboksylową innego peptydu w pozycji 4.
Rzadziej występująca grupa B peptydoglikanów, spotykana m.in. u Corrynebacterium, zawiera wiązanie poprzeczne pomiędzy grupą γ-karboksylową reszty kwasu D-glutaminowego w pozycji 2 jednego peptydu i D-alaniną w pozycji 4 innego.
Obecność mostków międzypeptydowych lub krzyżowych wiązań bezpośrednich w peptydoglikanie warunkuje stopień jego usieciowania. Poziom usieciowania u bakterii Gram-dodatnich wynosi zazwyczaj blisko 100%, gorzej usieciowana jest ściana bakterii Gram-ujemnych (20–30%).